# واتكينسفيل (جورجيا)
واتكينسفيل (بالإنجليزية: Watkinsville, Georgia)‏ هي بلدة تقع في مقاطعة أوكوني، جورجيا بولاية جورجيا في الولايات المتحدة. تبلغ مساحتها 8.3 (كم²)، وترتفع عن سطح البحر 219 م، بلغ عدد سكانها 2832 نسمة في عام 2010 حسب إحصاء مكتب تعداد الولايات المتحدة وتصل الكثافة السكانية فيها 252.7 نسمة/كم2.

## أعلام
- توني تايلور
- إد كرولي

## وصلات خارجية
- The US50 - Cities and Towns in Georgia State
- Georgia Cities and Towns, Facts, Map, Flag, Colleges, Government, and More